# Knýtlinga saga
Knýtlinga saga (Saga o potomkach Kanuta) – islandzka saga królewska spisana w połowie XIII wieku na Islandii przez nieznanego autora. Opisuje dzieje władców duńskich począwszy od Haralda Sinozębego do Kanuta VI.
Głównym wątkiem sagi jest życie Kanuta Wielkiego i jego potomków. Ze względu na konstrukcję tekstu Hermann Pálsson i Paul Edwards dzielą go na trzy główne części. Pierwsza jest dość krótka i obejmuje rządy przodków Kanuta. Druga opisuje jego życie i okres panowania, a trzecia poświęcona jest jego potomkom.
Saga występuje w dwóch wersjach. Pierwsza wywodzi się z zaginionego rękopisu Codex Academicus pochodzącego z około 1300 roku, który został skopiowany przez Árniego Magnussona około 1700 roku. Z kolei druga wersja ma swoje źródło w innym kodeksie, datowanym na początek XVI wieku.
Choć autor sagi nie jest znany, to istnieją przesłanki sugerujące, że mógł nim być bratanek Snorriego Sturlusona – Olaf Tordsson, zmarły w 1259 roku. W latach 1240–1241 przebywał on na dworze duńskiego króla Waldemara Zwycięskiego, gdzie mógł uzyskać dostęp do wielu źródeł, na których oparł swoje dzieło. Autor sagi miał bowiem wiele informacji na temat duńskich władców, przekazów i dzieł innych autorów. Opierał się również na zaginionych dziś tekstach, takich jak: konunga ævi Ariego Þorgilssona i Hryggjarstykki Eiríka Oddsona. W sadze widać też wpływ Jómsvikingasagi oraz prac Snorriego Sturlusona: Óláfs saga hinns helga i Heimskringla.